# Kreuzschlepper (Hammelburg, Friedhofstraße)

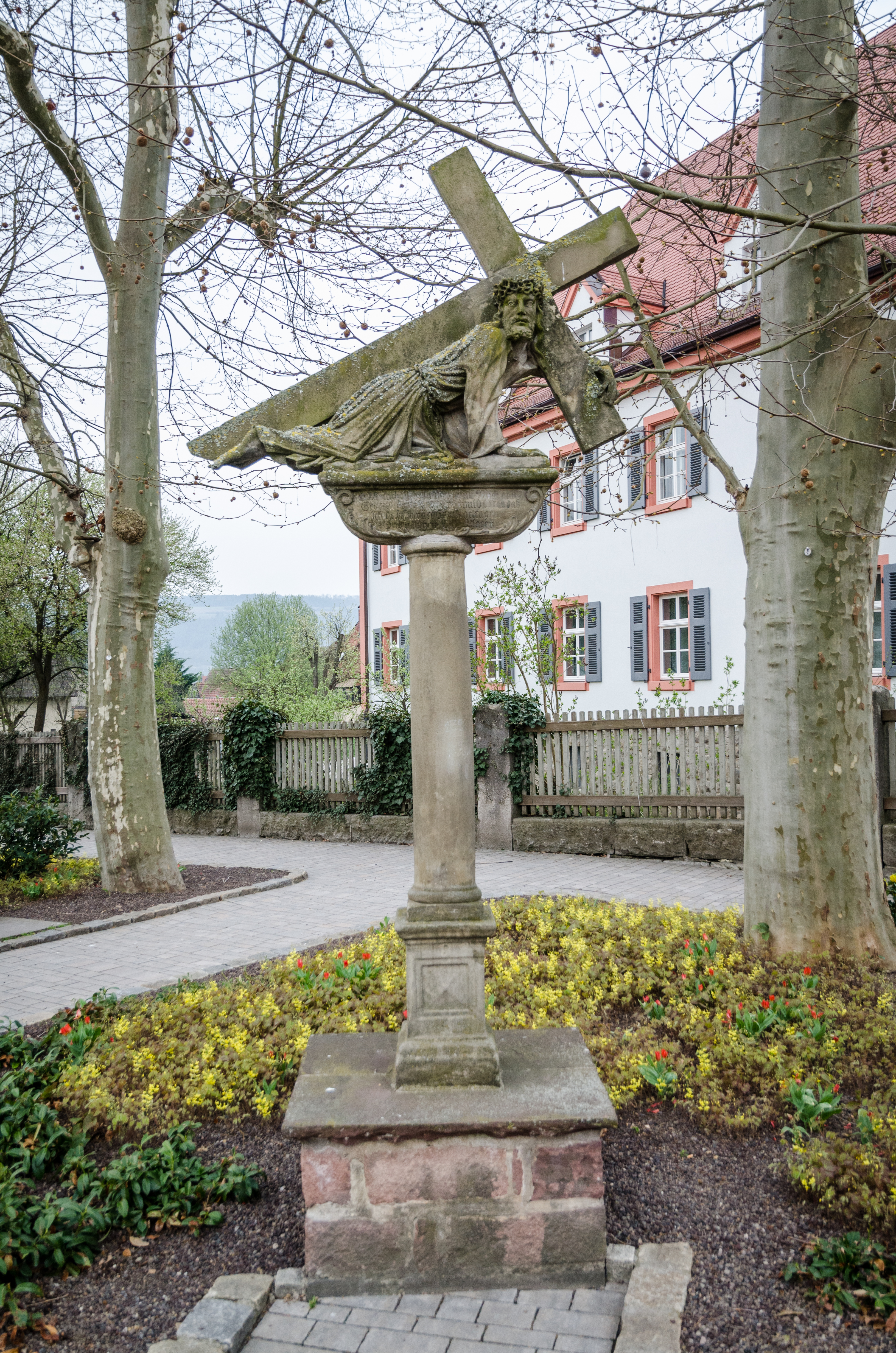
Kreuzschlepper in der Friedhofstraße in Hammelburg.

Der Kreuzschlepper in der Friedhofstraße befindet sich in Hammelburg, einer Stadt im unterfränkischen Landkreises Bad Kissingen, am Anfang der Friedhofstraße nahe dem Amtsgericht Hammelburg.
Er gehört zu den Baudenkmälern in Hammelburg und ist unter der Nummer D-6-72-127-18 in der Bayerischen Denkmalliste registriert.

## Beschreibung
Der Kreuzschlepper besteht aus gelbem Sandstein und entstand im 18. Jahrhundert. Er wurde im Mai 1954 renoviert.
Der Kreuzschlepper ist 290 cm hoch. Der Sockel hat die Abmessungen 39 cm × 78 cm × 80 cm. Die konische Säule hat unten einen Umfang von 65 cm und oben von 56 cm.
Die Inschriften im Sockel und in der Basis lauten:

„O MENSCH STEHE STIL UND SCHAU MICH ANN, GEDENCT DEINE SÜND SEINT SCHULD DARAN DAß ICH DAß SCHWÄRE CREUTZ GETRAGEN UND GELITHEN VILLE PLAGEN“

„DIESE BILDNÜß HAT GOTT ZU EHREN HIER AUFRICHT LASSEN DIE EHRSAME FRAU MAGTHALENA MELTZM IHRER TOCHTER CATHARINA KIRCHNERIN VERLEBNUS V. LANGWIRIGER KRANKHEIT ZUM SEELIGEN ANDECTHEN. - (keine Jahreszahl)“